# Lithosia likiangica
Lithosia likiangica là một loài bướm đêm thuộc phân họ Arctiinae, họ Erebidae.